# Psiloscops flammeolus
L'assiolo fiammato o l'assiolo flammeolo (Psiloscops flammeolus (Kaup, 1852)) è un uccello rapace della famiglia degli Strigidi, diffuso nel Nuovo Mondo. È l'unica specie nota del genere Psiloscops.

## Descrizione
È uno strigide di piccola taglia, che raggiunge lunghezze di 16–17 cm, con un peso di 44-100 g. 

## Biologia
Si nutre quasi esclusivamente di insetti, in particolare di falene della famiglia Noctuidae, coleotteri, grilli e cavallette.

## Distribuzione e habitat
Il suo areale si estende lungo il versante occidentale del continente americano dal Canada meridionale (Columbia Britannica), attraverso gli Stati Uniti occidentali, sino al Messico (Puebla e Oaxaca), al Guatemala e a El Salvador.
Il suo habitat tipico sono le foreste di conifere, in particolare di Pinus ponderosa.